# Praterie montane dei monti dei Draghi
Le Praterie montane dei monti dei Draghi sono una ecoregione dell'ecozona afrotropicale (codice ecoregione: AT1004) che si sviluppa in Sudafrica, Swaziland e Lesotho, comprendendo le aree di media altitudine dei Monti dei Draghi.
La regione rappresenta il "cuore" della zona afromontana dell'Africa meridionale ed è nota per avere un ruolo centrale per la conservazione del rinoceronte bianco meridionale (Ceratotherium simum simum) e dello gnu dalla coda bianca (Connochaetes gnou).
La regione è inclusa nella lista Global 200 con il nome di Steppe alberate e boscaglie dei Monti dei Draghi (Drakensberg Montane Shrublands & Woodlands).

## Territorio
L'ecoregione si trova nel nell'Africa sud-orientale e interessa i territori della provincia di KwaZulu-Natal del Sudafrica, e gli stati confinanti di Lesotho e Swaziland. Le praterie montane occupane le medie altitudini (1.800 - 2.500 metri) della catena dei monti Drakensberg, Stormberg, Soutpansberg e Blouberg, sopra i 2.500 metri si trova l'ecoregione delle praterie e boscaglie altimontane dei monti dei Draghi.
L'ecoregione è composta da diversi tipi di habitat, tra cui le praterie montane e Afromontane intorno alla scarpata dei monti Drakensberg, il bushveld basso vicino a Pongola e l'arido bushveld montuoso del Soutpansberg.
La geologia della regione è caratterizzata dalla sequenza di Karoo con stratificazioni di shale e arenaria con intrusioni di dolerite.

## Flora
L'ecoregione ospita biocenosi vegetali altamente diversificate, con praterie montane prevalenti sui pendii esposti, e lembi di foresta montana che fiancheggiano le valli. Man mano che l'altitudine diminuisce si susseguono macchia e foreste, così come praterie e savane cespugliose.
La regione ospita una ricca biodiversità di graminacee e altre specie erbacee. Nelle praterie le specie più presenti sono Monocymbium ceresiiforme, Diheteropogon filifolius, Sporobolus centrifugus, Harpochloa falx, Cymbopogon dieterlenii ed Eulalia villosa.  Tra le altre specie erbacee vi sono un  discreto numero di endemismi, concentrati praterie di quota medio-alta (1.500 - 2.500 m), tra cui Gladiolus saundersii, Glumicalyx lesuticus,  Dianthus basuticus, Glumicalyx nutans e Craterocapsa montana; altre specie erbacee presenti sono Helichrysum cerastioides, Helichrysum oreophilum, Helichrysum spiralepis, Rhus discolor, Selago galpinii, Clutia monticola e Sebaea sedoides. Sui pendii di bassa quota le specie più comuni sono  Poa annua, Hyparrhenia hirta, Aristida diffusa e Trachypogon spicatus.
Nella regione si trovano alcune delle più grandi foreste di conifere dell'Africa, con dominanza di Podocarpus spp. e Widdringtonia spp. Le principali specie arboree presenti sono Maytenus peduncularis, Podocarpus latifolius, Pterocelastrus rostratus, Pterocelastrus echinatus, Olinia emarginata e Scolopia mundii.
La regione ospita un alto numero di specie endemiche, talora con caratteri di endemismi puntiformi. Tra questi possono essere ricordate due cicadi in pericolo critico di estinzione, Encephalartos dolomiticus e Encephalartos hirsutus, a cui in passato si aggiungeva una terza specie, Encephalartos nubimontanus, ora ritenuta estinta in natura. Tra gli endemismi figurano anche le orchidee Disa fragrans, Disa intermedia, Disperis wealei, e Brownleea spp. e numerose altre specie come Cineraria cyanomontana, Crocosmia mathewsiana, Dierama adelphicum, Erica revoluta, Gladiolus rufomarginatus, Gladiolus serpenticola, Hemizygia thorncroftii, Protea curvata, Syncolostemon comptonii, Tylophora coddii e Zoutpansbergia caerulea.

## Fauna

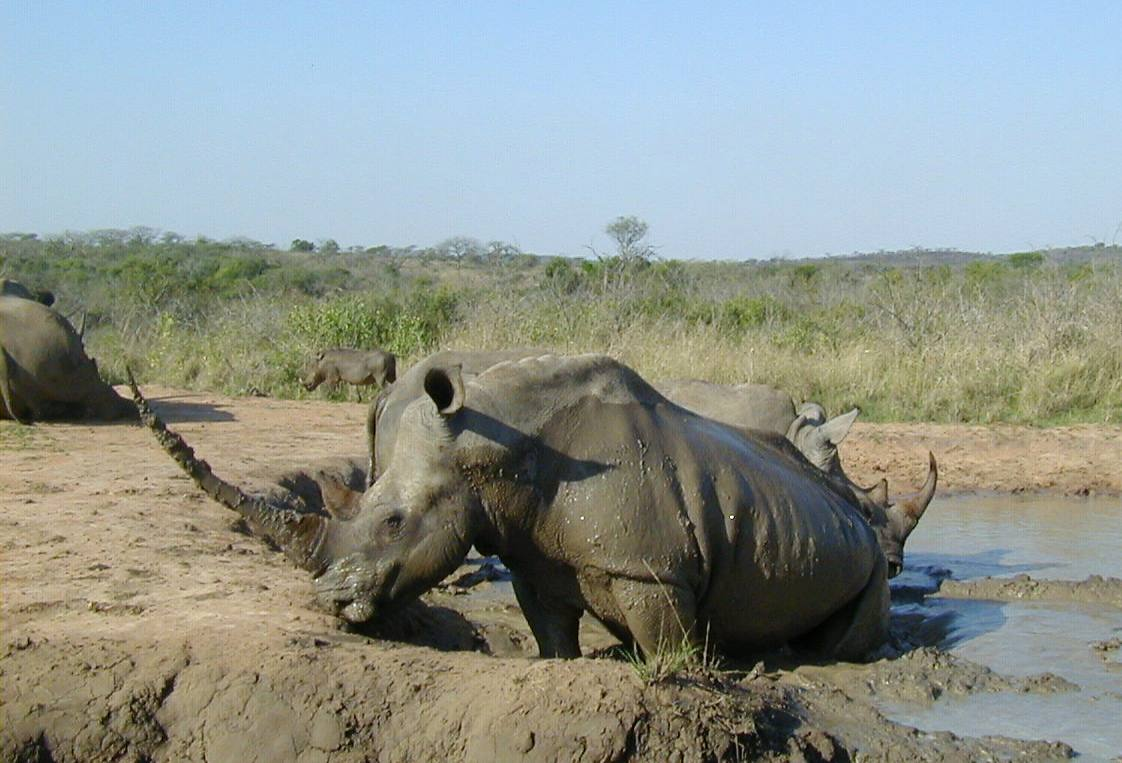
Rinoceronte bianco nel parco Hluhluwe-Imfolozi

I versanti inferiori dei monti dei Draghi ospitano numerose specie animali, le più importanti delle quali, dal punto di vista della conservazione, sono il raro rinoceronte bianco meridionale (che trovò rifugio nelle aree protette della regione quando si trovò prossimo all'estinzione) e lo gnu dalla coda bianca (Connochaetes gnou, attualmente presente solamente in aree protette e riserve di caccia). L'ecoregione è la dimora di grandi mandrie di antilopi, quali l'antilope alcina (Tragelaphus oryx), la redunca dei canneti (Redunca arundinum), la redunca montana (R. fulvorufula), l'antilope capriolo (Pelea capreolus) e perfino alcuni oribi (Ourebia ourebi). È presente anche il babbuino nero. Tra le specie endemiche figurano un gran numero di camaleonti e di altri rettili, una specie di rana (Breviceps sylvestris) e altre tre specie di rana che, pur trovandosi anche altrove, hanno in questa ecoregione la loro roccaforte (Leptopelis xenodactylus, Breviceps verrucosus e Cacosternum nanum).

## Conservazione
Lo stato di conservazione della ragione è classificato in pericolo critico. Il bioma delle praterie e boscaglie montane è uno degli habitat più a rischio dell'Africa meridionale principalmente a causa dell'ampia frammentazione causata dall'agricoltura e dal rimboschimento con specie di eucalipto e pinus. Alcuni studiosi stimano che il 32–45 percento di questa ecoregione sia stato modificato a fini agricoli o per estrazione del legname.
Nella regione vi sono diversi parchi e aree protette. I due maggiori si trovano in Sudafrica e sono:
- Parco di Hluhluwe-Imfolozi;
- Parco nazionale uKhahlamba-Drakensberg, bene protetto dell'Unesco.

Altre importanti aree protette all'interno della regione, o che ne coprono alcune zone, sono:
- Parco nazionale di Ts'ehlanyane, in Lesotho;
- Parco nazionale Golden Gate Highlands, in Sudafrica.